# Prays simplicella
Prays simplicella is een vlinder uit de familie van de stippelmotten (Yponomeutidae). Prays simplicella werd in beschreven door Herrich.